# سیلویا آلبانوو
 سیلویا آلبانوو (ایتالیایی: Silvia Albano؛ زاده ۱۲ سپتامبر ۱۹۹۴) یک تنیس‌باز اهل ایتالیا است. 